# Грюцмахер, Фридрих (младший)
Фридрих Грюцмахер-младший (нем. Friedrich Grützmacher der Jüngere; 2 октября 1866, Майнинген — 25 июля 1919, Кёльн) — немецкий виолончелист. Сын Леопольда Грюцмахера, племянник Фридриха Грюцмахера.
Ученик своего отца. Дебютировал в Веймаре в десятилетнем возрасте, с 15 лет музыкант придворной капеллы. С 1890 г. солист Зондерсхаузенской капеллы, затем Будапештской оперы. В 1894 г. обосновался в Кёльне, концертмейстер Гюрцених-оркестра, выступал также как ансамблист, в том числе в струнном квартете Вилли Хесса. 29 апреля 1901 г. в Везеле исполнил вместе с Карлом Штраубе премьеру Сонаты для виолончели и фортепиано op. 28 Макса Регера.
Профессор Кёльнской консерватории, среди его учеников, в частности, Герман Буш.